# ニム・ウェールズ
ニム・ウェールズ（Nym Wales、1907年9月21日 - 1997年1月11日）は、アメリカのジャーナリスト。エドガー・スノーの最初の妻。本名はヘレン・フォスター・スノー（Helen Foster Snow）。

## 生涯
ユタ州で生まれ、中国でジャーナリストになることを志して1931年に上海に渡った。既に上海でジャーナリストとして活動していたエドガー・スノーと知り合い、翌年結婚した。1934年からは夫とともに北京に移り、郊外の燕京大学や清華大学で教えた。ここでパール・バックとも知り合っている。彼女のペンネーム「ニム・ウェールズ」を考えたのは夫エドガーで、ニムはギリシャ語で名前を意味し、ウェールズ系の名前という意味である。
1935年12月9日に起こった学生運動に刺激を受け、抗日運動を続ける革命家たちを取材するようになった。学生運動の指導者だった兪啓威（黄敬）の誘いを受け、また前年に延安に移り中国共産党の取材活動を始めていた夫エドガーから呼ばれたこともあって、翌1937年に中国共産党の本拠延安に向かった。当時中国を支配していた中華民国南京国民政府の蔣介石国家主席によって、共産党の支配地域へのジャーナリストの潜入は禁じられていた。延安に滞在した4ヶ月の間に、毛沢東や朱徳をはじめとする中国共産党指導者とたびたび対談し、活発な取材活動を行った。
延安滞在中に、朝鮮人の革命活動家の男性、金山（キム・サン、本名張志楽、1905年-1938年）と出会った。魯迅図書館で英文の書籍を借りまくっている人物がいることに気づいたニムが、図書館に照会して知り合ったのである。ニムの代表的著作物「アリランの歌（我離郎之歌）」は、延安でニムが金山の半生を聞き取って記録したものである。1941年にアメリカで刊行され、日本では1953年に安藤次郎の訳で出版された。韓国では1984年に翻訳された。金山は1938年に中国共産党保安地区の責任者だった康生によってスパイの汚名を着せられて処刑されたと伝えられる。1983年に中国共産党はキム・サンの名誉回復を行った。
ニムは1940年にアメリカに戻った。夫エドガーは翌1941年にアメリカに戻っている。1949年に二人は離婚した。

## 著作
- 『アリランの歌　ある朝鮮人革命家の生涯』（キム・サンとの共著、松平いを子訳、岩波文庫、1987年） ISBN 4003344316
- 『中国に賭けた青春　エドガー・スノウとともに』（春名徹、入江曜子訳、岩波書店、1991年） ISBN 4000013637
- 『人民中国の夜明け』（浅野雄三訳、新興出版社、1965年）
- 『中国革命の内部』（高田爾郎訳、三一書房、1976年）

## 関連図書
- 『「アリランの歌」覚書―キム・サンとニム・ウェールズ』（李恢成・水野直樹編著、岩波書店、1991年） ISBN 4000000446